# Ducato di Sassonia-Wittenberg
Il Ducato di Sassonia-Wittenberg (in tedesco: Herzogtum Sachsen-Wittenberg) fu un ducato medievale del Sacro Romano Impero, che derivò dalla dissoluzione del ducato di Sassonia per volontà di Federico Barbarossa. Il Ducato di Sassonia-Wittenberg fu il precursore dell'elettorato di Sassonia.

## Storia
Il conte Ottone di Ballenstedt, antenato della casata degli Ascani, già aveva ottenuto il titolo di duca di Sassonia nel 1122. Nel 1134 suo figlio Alberto l'Orso aveva ottenuto per primo la marca del nord di Sassonia dall'imperatore Lotario II di Supplimburgo. Quando nel 1138 il successore di Lotario, Corrado III di Svevia sconfisse la casata dei Guelfi, il duca di Sassonia ricevette i domini di questa casata che ad ogni modo non riuscì mai a prevalere sulla nobiltà locale e nel 1142 infine dovette rinunciare in favore di Enrico il Leone.
Nel 1180 Enrico il Leone venne deposto dall'imperatore Federico Barbarossa e dai suoi alleati. Il ducato venne suddiviso in molte entità minori concesse dall'Imperatore ai suoi fedeli. Tra gli alleati della causa imperiale vi era anche l'arcivesco di Colonia Filippo di Heinsberg, il quale ricevette il ricreato Ducato di Vestfalia.
Nel frattempo Bernardo III continuò a reggere la Sassonia ed alla sua morte nel 1212 la sua eredità venne divisa tra i suoi figli: Enrico ottenne i possessi attorno a Ballenstedt dove egli stabilì la contea di Anhalt, mentre suo fratello Alberto I ottenne le aree attorno al fiume Elba, comprendenti Wittenberg e Belzig assieme alla signoria di Lauenburg col rispettivo castello e quella di Hadeln sull'estuario dell'Elba.
Dopo la morte di Alberto I nel 1260 i suoi eredi, Alberto II e Giovanni I, i quali poi divisero i loro possedimenti in Sassonia-Wittenberg e Sassonia-Lauenburg rispettivamente.
Dopo la partizione entrambi i ducati di Sassonia-Wittenberg e Sassonia-Lauenburg divennero rivali, rivendicando entrambi il governo sull'intera Sassonia e il diritto di partecipare all'elezione del Re dei Romani. Nel 1292 Alberto II di Sassonia-Wittenberg partecipò all'elezione di Adolfo di Nassau. Nel 1314 i principi tedeschi si divisero, eleggendo due sovrani differenti: Federico d'Asburgo e suo cugino Ludovico di Wittelsbach.
Ludovico era appoggiato dall'arcivescovo di Magonza Pietro di Aspelt, dall'arcivescovo di Treviri Baldovino di Lussemburgo, dal margravio di Brandeburgo Valdemaro, dal re di Boemia Giovanni I e da Giovanni II di Sassonia-Lauenburg. Federico ricevette il sostegno dell'arcivescovo di Colonia Enrico II di Virneburg, del duca di Baviera Rodolfo I, dell'anti-re di Boemia Enrico e da Rodolfo I di Sassonia-Wittenberg.
La disputa, che aveva messo i due rami in posizione contrapposte, si risolse a favore di Ludovico di Baviera, ma la Bolla d'oro del 1356 assegnò il titolo di principe elettore al solo duca di Sassonia-Wittenberg.
Quando la linea degli Ascani in Sassonia si estinse nel 1422, il lontano cugino Eric V di Sassonia-Lauenburg tentò di ascendere al trono di Wittenberg nella prospettiva di riunificare la Sassonia, ma fallì dal momento che Sigismondo di Lussemburgo garantì l'elettorato al margravio Federico IV di Meissen della casa di Wettin.

## Reggenti
| Reggenza  | Nome                                        |
| --------- | ------------------------------------------- |
| 1260–1298 | Alberto II di Sassonia-Wittenberg           |
| 1298–1356 | Rodolfo I di Sassonia-Wittenberg            |
| 1356–1370 | Rodolfo II di Sassonia-Wittenberg il Cieco  |
| 1370–1388 | Venceslao I di Sassonia-Wittenberg          |
| 1388–1419 | Rodolfo III di Sassonia-Wittenberg          |
| 1419–1422 | Alberto III di Sassonia-Wittenberg der Arme |